# U-711
Unterseeboot 711 foi um submarino alemão do Tipo VIIC, pertencente a Kriegsmarine que atuou durante a Segunda Guerra Mundial.
O U-711 esteve em operação entre os anos de 1942 e 1945, realizando neste período 12 patrulhas de guerra, nas quais afundou duas embarcações e danificou outra, num total de 955 toneladas de arqueação.
Foi afundado no dia 4 de maio de 1945 por uma ataque aéreo realizado por uma aeronave Avenger, causando a morte de 40 de seus tripulantes, deixando 12 sobreviventes.

## Comandantes
| Comandante                | Data                                       |
| ------------------------- | ------------------------------------------ |
| Kptlt. Hans-Günther Lange | 26 de setembro de 1942 - 4 de maio de 1945 |

## Subordinação
Durante o seu tempo de serviço, esteve subordinado às seguintes flotilhas:
| Período                                      | Flotilha                   |
| -------------------------------------------- | -------------------------- |
| 26 de setembro de 1942 - 31 de março de 1943 | 5. Unterseebootsflottille  |
| 1 de abril de 1943 - 31 de maio de 1943      | 11. Unterseebootsflottille |
| 1 de junho de 1943 - 4 de maio de 1945       | 13. Unterseebootsflottille |

## Operações conjuntas de ataque
O U-711 participou das seguinte operações de ataque combinado durante a sua carreira:
- Rudeltaktik Wiking (1 de agosto de 1943 - 20 de setembro de 1943)
- Rudeltaktik Blitz (24 de março de 1944 - 5 de abril de 1944)
- Rudeltaktik Keil (11 de abril de 1944 - 14 de abril de 1944)
- Rudeltaktik Donner & Keil (24 de abril de 1944 - 3 de maio de 1944)
- Rudeltaktik Grimm (31 de maio de 1944 - 6 de junho de 1944)
- Rudeltaktik Trutz (8 de junho de 1944 - 7 de julho de 1944)
- Rudeltaktik Greif (3 de agosto de 1944 - 18 de agosto de 1944)
- Rudeltaktik Rasmus (9 de fevereiro de 1945 - 13 de fevereiro de 1945)
- Rudeltaktik Hagen (15 de março de 1945 - 21 de março de 1945)